# Вълчища (дем Амфиполи)
 Тази статия е за селото в Сярско.  За селото в Мъглен вижте Вълчища (дем Мъглен).  
Вълчища или Волчища (на гръцки: Δόμιρος, Домирос, до 1926 година Βουλτσίστα, Вулциста) е село в Република Гърция, дем Амфиполи, област Централна Македония. Според преброяването от 2001 година селото има 182 жители.

## География
Селото е разположено в историко-географската област Зъхна в северното подножие на планината Кушница (Пангео). Във Вълчища е разположен Вълчищкият манастир „Света Петка“.

## История
Според Йордан Н. Иванов името е патроним от личното име Вълчо.

### В Османската империя
В османски данъчни регистри на немюсюлманското население от вилаета Зъхна от 1659 – 1660 година е отбелязано, че Волчища наброява 50 джизие ханета (домакинства).
През XIX век Вълчища е село със смесено население, числящо се към Зъхненската каза на Серския санджак. Църквата „Свети Георги“ е трикорабна базилика от XIX век. Гръцка статистика от 1866 година показва Вулдзиста (Βουλτζίστα / Βουλτζίσθα) като село със 150 жители гърци и 125 турци. Александър Синве („Les Grecs de l’Empire Ottoman. Etude Statistique et Ethnographique“), който се основава на гръцки данни, в 1878 година пише, че в Волциста (Voltsista) живеят 180 гърци. В 1889 година Стефан Веркович (Топографическо-этнографическій очеркъ Македоніи) отбелязва Вулчиста като село с 43 гръцки и 21 турски къщи.
В „Етнография на вилаетите Адрианопол, Монастир и Салоника“ издадена в Константинопол през 1878 година и отразяваща статистиката на населението от 1873 година Вълчища (Vëtchichta) е показано като село със 71 домакинства и 54 жители мюсюлмани и 150 жители гърци. Според Георги Стрезов към 1891 Вълчища е гръцко село.
Според Васил Кънчов („Македония. Етнография и статистика“) в началото на XX век Волчища има 90 жители турци и 300 жители гърци.
По данни на секретаря на Българската екзархия Димитър Мишев („La Macédoine et sa Population Chrétienne“) в 1905 година във Волчища (Voltchichta) има 165 гърци.

### В Гърция
През Балканската война селото е освободено от части на българската армия, но остава в Гърция след Междусъюзническата война. През 1916-1918 година е под българско управление. Данни от март 1918 година сочат 176 жители и 36 къщи.
В 20-те година турското му население се изселва и на негово място са заселени гърци бежанци от Турция. Според преброяването от 1928 година селото е смесено с 43 бежански семейства и 143 души. В 1926 година селото е прекръстено на Домирос.
| Име        | Име        | Ново име    | Ново име     | Описание                                       |
| ---------- | ---------- | ----------- | ------------ | ---------------------------------------------- |
| Виглес     | Βίγλες     | Трикофру    | Τρίκορφου    | възвишение на СЗ от Вълчища (214 m)            |
| Пурнарджик | Πουρναρζίκ | Пурнарорема | Πουρναρόρεμα | река на СИ от Вълчища, ляв приток на Драматица |

## Личности
Родени във Вълчища
- Александрос Дамианидис (р. 1942), гръцки политик

По произход от Вълчища
- Александрос Хадзидимитриу (р. 1971), гръцки политик